# Osmose
Pour les articles homonymes, voir Osmose (homonymie).
 (septembre 2015).
L'osmose est le phénomène de diffusion de la matière caractérisé par le passage de molécules de solvant d'une solution vers une autre à travers la membrane semi-perméable qui sépare ces deux solutions dont les concentrations en soluté sont différentes ; le transfert global de solvant se fait alors de la solution la moins concentrée (milieu hypotonique) vers la solution la plus concentrée (milieu hypertonique) jusqu'à l'équilibre (milieux isotoniques). Ce phénomène concerne uniquement les échanges entre deux solutions liquides qui ont des concentrations de solutés différentes, séparées par une paroi semi-perméable.
Cette notion a permis de mieux comprendre le comportement des solutions aqueuses en chimie, à la fin du XIXe siècle ; mais elle est aussi particulièrement utile en physiologie et en biologie cellulaire pour expliquer les échanges chimiques au sein des organismes vivants.

Principe de l'osmose.

Dans le cas de l'osmose inverse, c'est une différence de pression hydrostatique plus élevée que la pression osmotique entre les deux liquides qui permet de provoquer un mouvement du solvant en sens inverse de celui de l'osmose, jusqu'à ce que la pression osmotique soit aussi élevée que la pression hydrostatique.

## Historique
En 1748, l'abbé Nollet remarque que lorsque l'on sépare de l'eau et de l'alcool par une vessie animale, l'eau passe dans l'alcool mais jamais l'inverse. Dans ses travaux sur les solutions aqueuses menés entre 1827 et 1832, René Dutrochet propose les termes « d'endosmose » et « d'exosmose » pour désigner ce phénomène. K. Vicrordt s'intéresse également à ce phénomène en 1848. En 1854, Thomas Graham travaille sur les substances colloïdes et découvre qu'elles ne peuvent pas passer à travers une membrane animale. C'est alors que le terme « osmose » a été créé en 1854 par ce chimiste écossais à partir du grec ὠσμός qui signifie « poussée ».
C'est M. Traube, en 1864, qui conçoit la première membrane artificielle en ferrocyanure de cuivre Cu2Fe(CN)6. En 1877, Wilhelm Friedrich Philipp Pfeffer (1845-1920) fait précipiter le ferrocyanure de cuivre dans un matériau poreux, ce qui permet d'avoir une membrane avec une bonne résistance mécanique.
En 1884, de Vries travaille sur la plasmolyse et la turgescence des cellules végétales.
En 1886, van 't Hoff publie une analogie entre les solutions aqueuses et les gaz parfaits et applique la thermodynamique à l'osmose. Il établit une loi, similaire dans sa forme à la loi des gaz parfaits, et propose l'adjectif « semiperméable » pour désigner les membranes. Il reçoit le prix Nobel de chimie en 1901 pour ses travaux.
En 1899, A. Crum Brown utilise trois phases liquides (une solution aqueuse de nitrate de calcium saturée en phénol en bas, couche de phénol pur au milieu et une solution d'eau saturée en phénol en haut). Il remarque un phénomène d'osmose (l'eau passe de la phase du haut vers la phase du bas), la phase liquide du milieu jouant le rôle de membrane semiperméable. Il établit ainsi l'importance de la solubilité de l'espèce diffusante dans la membrane.
Entre 1901 et 1923, H. N. Morse et J. C. W. Frazer mènent un travail systématique de mesure de la perméabilité pour différents précipités gélatineux : des ferrocyanures et des phosphates d'uranyl, de fer, de zinc, de cadmium et de manganèse.

## Phénomène
On met en évidence l'osmose par le passage de molécules ou d’ions à travers une membrane (perméable ou semi-perméable) qui sépare deux solutions de composition (ou de concentration) différente. Il faut que la membrane soit perméable à l'eau (ou au solvant de façon plus générale) et imperméable aux solutés (membranes semi-perméable parfaite, sélective ou dyalisante).
Tant que les deux solutions ne contiennent pas le même nombre de particules dissoutes par unité de volume, on observe un déplacement de l'eau (ou du solvant) du compartiment le moins concentré (appelé milieu hypotonique) vers le compartiment le plus concentré (milieu hypertonique), qui tend à équilibrer les concentrations.
L’osmose est à l’origine de la turgescence et la plasmolyse de la cellule végétale.

## Potentiel chimique
Quand un soluté est dissout dans un solvant, le mélange désordonné des deux espèces produit un accroissement de l'entropie du système qui correspond à une réduction du potentiel chimique {\displaystyle \mu }. Dans le cas d'une solution idéale, la réduction du potentiel chimique est égale à :
{\displaystyle \mu =\mu (0)+RT\ln(1-x_{2})\qquad (1)}
où {\displaystyle R} est la constante des gaz parfaits, {\displaystyle T} la température absolue et {\displaystyle x_{2}} la concentration du soluté en termes de fraction molaire. La plupart des solutions réelles s'approchent du comportement idéal aux faibles concentrations. Aux hautes concentrations, les interactions entre solutés sont la cause d'un écart à l'équation (1). Ce potentiel chimique réduit induit une force motrice qui est responsable de la diffusion de l'eau à travers la membrane semi-perméable. En effet, un état d'équilibre entre les milieux sera atteint pour une égalité des potentiels chimiques.

## Pression osmotique
La pression osmotique se définit comme la pression minimale qu’il faut exercer pour empêcher le passage d’un solvant d’une solution moins concentrée à une solution plus concentrée au travers d’une membrane semi-perméable (membrane hémi-perméable). En biophysique, on distingue la pression oncotique qui correspond à la part de la pression osmotique due aux protéines. La pression osmotique se concrétise quand la part de la fraction molaire du solvant aqueux n'est pas égale à 1.
On pourrait imaginer que, dans la solution la plus concentrée, les molécules d'eau sont en moins grand nombre et que donc il y a égalisation de ce nombre de molécules d'eau de chaque part de la membrane. Mais cet effet est très minime. En fait, dans la solution la plus concentrée, les molécules d'eau (si le solvant est de l'eau) s'agglomèrent autour des molécules de soluté hydrophiles. Ces molécules accaparées ne traversent pas la membrane ; l'important est la différence de concentration de « l'eau libre ». Ainsi, l'eau libre se déplace à partir de la solution où la concentration d'eau libre est élevée vers la solution où la concentration d'eau libre est faible, jusqu'à ce que les concentrations soient égales. Mais au bout du compte, le résultat est toujours le même : le solvant se déplace vers la solution dont la concentration de soluté est la plus élevée.
La pression osmotique est proportionnelle aux concentrations de soluté de part et d’autre de la membrane et de la température ; lorsque l’on est en présence de plusieurs solutés, il faut prendre en compte la totalité des solutés (à la manière d’un gaz composé, somme des pressions partielles).
La pression osmotique d'une solution idéale se calcule par une formule développée par van 't Hoff en 1886 et appliquant le deuxième principe de la thermodynamique.
{\displaystyle \Pi \cdot V=-R\cdot T\cdot \ln(1-x_{2})}
où
- {\displaystyle \Pi } est la pression osmotique, en Pa ;
- {\displaystyle V} est le volume molaire occupé par le solvant ;
- {\displaystyle R} est la constante des gaz parfaits ;
- {\displaystyle T} est la température absolue, en K ;
- {\displaystyle x_{2}} est la fraction molaire du soluté.

L'équation appliquée aux solutions réelles est, quant à elle,
{\displaystyle \Pi \cdot V=-R\cdot T\cdot \ln(1-\gamma \cdot x_{2})}
où {\displaystyle \gamma } est le coefficient d'activité du soluté.
Pour une solution très diluée, {\displaystyle x_{2}} est proche de 0, et {\displaystyle -\ln(1-x_{2})} ≈ {\displaystyle x_{2}}.
On peut donc simplifier l'équation en
{\displaystyle \Pi ={\frac {x_{2}\cdot R\cdot T}{V}}=c\cdot R\cdot T} : c'est la loi de van 't Hoff
où
- {\displaystyle c} est la concentration de la solution (en sommant toutes les espèces présentes).

On peut également l'écrire comme ceci :
{\displaystyle \Pi =R\cdot T\cdot i\cdot M}
où
- {\displaystyle i} est le nombre de particules par entité formulaire
- {\displaystyle M} est la concentration molaire (moles par mètre cube)

(On appelle {\displaystyle i.M} la concentration molaire colligative)
On remarque l'analogie avec la loi des gaz parfaits
{\displaystyle p\cdot V=n\cdot R\cdot T}
où
- {\displaystyle V} est le volume du gaz ;
- {\displaystyle n} est le nombre de moles de gaz ;

Considérons deux solutions aqueuses 1 et 2 de pressions osmotiques {\displaystyle \Pi _{1}} et {\displaystyle \Pi _{2}}, alors si {\displaystyle \Pi _{1}>\Pi _{2}}, l’eau passe de 2 vers 1 ; 2 se concentre ({\displaystyle \Pi _{2}} augmente) et 1 se dilue ({\displaystyle \Pi _{1}} diminue), jusqu’à égalité entre les pressions osmotiques.

## Pression osmotique et pression hydrostatique
La pression osmotique est aussi une pression mécanique, exerçant une force sur la membrane. Si la différence de pression osmotique est très grande, cela peut entraîner la rupture de la membrane (cas de l’hémolyse).
À l’inverse, si l’on exerce une pression mécanique (hydrostatique), on peut forcer le passage d’espèces à travers la membrane. C’est ce qui arrive lors d’un œdème aigu du poumon, et c’est ce que l’on utilise dans l’osmose inverse. Ce phénomène est aussi observable sur les œufs des poissons d'aquarium qui peuvent éclater ou s'écraser selon la différence de pression osmotique de chaque côté de la membrane, la coquille.
L'osmose inverse est une technique de purification de l'eau ; c'est aussi une technique de dessalement (ou désalinisation) de l'eau de mer permettant la production d'eau douce.
L'osmose peut être utilisée pour fabriquer des pompes osmotiques microscopiques ; dans cette micro-pompe, la batterie est remplacée par une certaine quantité de sel. Ce sel étant plus concentré dans le dispositif qu'à l'extérieur, du fait de la pression osmotique il tend à sortir de son réservoir. Ce faisant le « courant de sortie » qu'il crée induit un courant d'entrée (c'est-à-dire un « pompage »). Ce système a été utilisé dans un micro-laboratoire de la taille d'une pilule, pouvant dans l'intestin prélever des échantillons de microbiote à des fins d'études.

## Importance biologique et relation avec la cellule
Il existe, en biologie, trois types de relation osmotique : les relations hypertoniques, isotoniques, et hypotoniques.

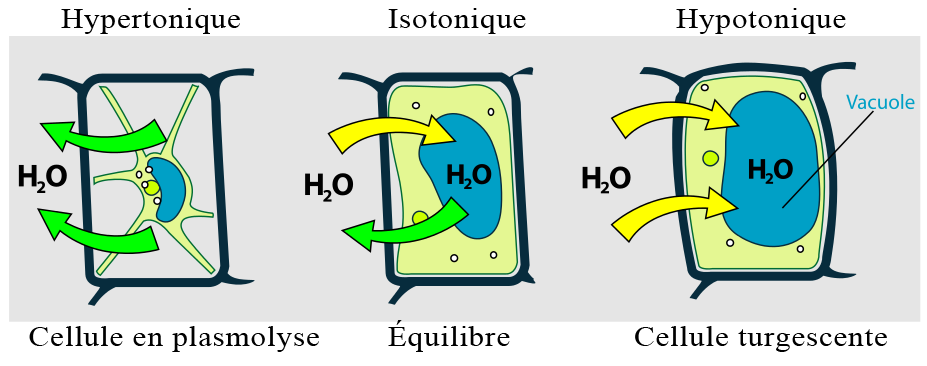
Schéma illustrant les relations osmotiques entre une cellule et le milieu extérieur.

La relation hypertonique correspond à la situation où la solution cellulaire est peu concentrée par rapport à celle du milieu extérieur. La cellule va alors libérer du liquide vers le milieu extérieur, faisant diminuer la pression interne cellulaire et la taille de la cellule. Si trop de liquide est expulsé, la cellule va mourir par plasmolyse.
La relation isotonique correspond à la situation où la solution dans la cellule et celle du milieu ont des concentrations équilibrées. La taille de la cellule reste stable et ne fluctue pas.
La relation hypotonique correspond à la situation où la concentration à l'intérieur de la cellule est supérieure à celle du milieu. La cellule va absorber du liquide extracellulaire, faisant augmenter la pression interne, et éventuellement faire exploser la paroi : c'est l'hémolyse.

## Osmose, «maladie» du polyester
Le terme osmose est utilisé pour désigner la formation de bulles sous le gelcoat, revêtement en polyester des coques de bateaux et des piscines. Longtemps considéré comme un défaut de fabrication, il semble que d'infimes particules de cobalt, excitées par de faibles courant électriques dus à de mauvaises masses, se colorent d'un brun rougeâtre, tout en provoquant une rupture, plus ou moins importante, dans l'étanchéité intrinsèque du matériau polyester.
De nos jours, des recherches – toujours en développement[réf. nécessaire] – démontrent que si les courants faibles et la présence de particules de cobalt ainsi qu'une mauvaise hygrométrie lors de l'application des résines, peuvent aggraver ou déclencher ce phénomène d'osmose. Ces facteurs ne permettent pas d'en expliquer l'absence sur d'autres revêtements polyester pourtant exposés aux mêmes traitements. À ce jour, s'il est devenu possible d'expliquer comment l'osmose prend naissance, il n'est toujours pas possible d'expliquer pourquoi certains revêtements sont attaqués et d'autres pas.

### Peroxydes «frelatés»
En fait la raison est à chercher au niveau des solvants utilisés pour diluer les peroxydes (catalyseurs). L'un des producteurs de peroxyde a eu la malencontreuse idée d'employer des solvants dérivés de l'éthylène glycol qui sont non volatils et solubles dans l'eau. Les résines polyester ainsi catalysées contenaient donc des solvants miscibles à l'eau. La quantité finale de solvants était faible mais au fil du temps l'eau était absorbée et provoquait des cloques. Ces cloques apparaissaient parce qu'il y avait une couche de résine réellement imperméable (soit pas de solvants miscibles à l'eau). Le phénomène a été assez long à se déclarer et être compris pour que le producteur de peroxydes ait le temps de participer à la construction d'un grand nombre de bateaux. Comme c'est un seul producteur qui était concerné cela explique que tous les bateaux n'aient pas été concernés. Les sels de cobalt qui sont des activateurs des peroxydes, ne sont pas directement concernés : ce sont des sels d'acides organiques (genre octoate de cobalt) et ils ne sont pas solubles dans l'eau.